# NORCON
A NORCON é uma incorporadora e construtora de imóveis residenciais sediada no estado de Sergipe.

## História
Fundada em 31 de julho de 1958, em Aracaju, Sergipe, a NORCON inicialmente concentrava-se em obras públicas e complexos industriais. Com o crescimento da demanda imobiliária, a partir de 1973, a empresa direcionou seu foco para o mercado de incorporação imobiliária. Ao longo de sua trajetória, a NORCON se destacou pelo pioneirismo em projetos e tecnologia, contribuindo para a modernização de cidades como Aracaju, onde desenvolveu bairros importantes como o Jardins. Em 2005, a empresa começou sua expansão para outros estados do Nordeste, como Alagoas, Bahia e Pernambuco, e em 2008, ano em que completou 50 anos, chegou a ser considerada a maior construtora do Norte-Nordeste em faturamento. A empresa entregou mais de 20 mil imóveis residenciais e comerciais ao longo de sua existência. A construtora Norcon, Luiz Teixeira junto com o irmão Tarcísio Teixeira, existe desde 1958, quando foi comprada pelo patriarca da família,Oviêdo Teixeira, junto com Paulo Figueirêdo Barreto, pai de Luciano Barreto, para os filhos recém-formados engenheiros. Luciano saiu da sociedade pouco depois pra fundar a construtora Celi. Eles eram cunhados. Maria Celi, esposa de Luciano, é irmã de Luiz.

### Recuperação Judicial
Atualmente, a NORCON encontra-se em Recuperação Judicial, um processo iniciado em dezembro de 2018 na 14ª Vara Cível de Aracaju. A empresa alegou um passivo de mais de R$ 182 milhões na época. Esse processo visa a reestruturação das dívidas e a manutenção das atividades empresariais. A recuperação judicial é um desafio significativo, e a empresa tem trabalhado em um plano para reverter a situação. A situação no mercado nordestino, portanto, é de uma empresa que busca se reerguer e cumprir seus compromissos, enquanto opera sob supervisão judicial. A relação com a Rossi Residencial também passou por reestruturações, com a antiga Norcon Rossi sendo renomeada e havendo desfazimento de algumas parcerias.